# Bryantella speciosa
Espèce
Bryantella speciosa est une espèce d'araignées aranéomorphes de la famille des Salticidae.

## Distribution
Cette espèce se rencontre au Panama, en Colombie et au Brésil,.

## Description
Le mâle holotype mesure 4,03 mm et la femelle paratype 5,53 mm.

## Publication originale
- Chickering, 1946 : The Salticidae of Panama. Bulletin of the Museum of. Comparative Zoology, vol. 97, p. 1-474 (texte intégral).